# Nicolai Frederik Krohg
Nicolai Frederik Krohg (født 10. maj 1732, død 1. maj 1801) var en norsk vejingeniør. 
Krohg var født på gården Niteberg i Gjerdrum præstegæld, Øvre Romerige, og tilhørte en af bondestanden udgået norsk militærslægt, hvis navn (efter en gård Krogen) først skreves Krogh, men fra 1800 Krohg. Han var søn af oberstløjtnant Christian Krogh (d. 1752) og Gyri Thorsdatter. Han gennemgik den matematiske skole i Kristiania, hvorfra han dimitteredes 1754, og blev 1756 premierløjtnant ved 1. søndenfjeldske dragonregiment, ved hvilket han 1752 var bleven fændrik. Fra 1757 gjorde han tjeneste i Danmark og fra 1759 i flere år som ingeniør ved den norsk-svenske grænsekommission i det nordenfjældske. 1762 blev han kaptajn og forsattes 1766 til 2. søndenfjeldske dragonregiment. Han erholdt 1773 oberstløjtnants og 1788 obersts karakter. 1768 blev Krohg på to år konstitueret som generalvejmester i Trondhjems og Bergens Stifter, hvilken ansættelse senere overgik til fast. Først 1788 udskiltes de to bergenhusiske amter, der fik en egen generalvejmester, medens Krohg fremdeles beholdt Romsdals og de to trondhjemske amter som sin virkekreds. Han havde 1777 erhvervet gården Munkvold ved Trondhjem, hvor han senere var bosat. 
Det er som generalvejmester, Krohg har indlagt sig sine store fortjenester. Hans navn er knyttet til den store nybygning af det norske vejnet, som er foregået i anden halvdel af 18. århundrede, og som er ledet af ham, hans broder G. A. Krogh og Peder Anker. En romsdalsk folkevise har besunget N. F. Krohg som den, der for op og ned overalt i landet, selv der, hvor knap en bjørn kunde gå, uden at lade sig holde tilbage af de stenede fjeldsider eller af de bundløse moradser. I 1788 havde han fuldendt bygningen af landevejen fra Dovrefjeld til Trondhjem, som da blev befaren af kronprins Frederik og vandt dennes bifald. Senere tider kan næppe i alle tilfælde rigtig vurdere de store vanskeligheder, som Krohg havde at overvinde med de begrænsede midler, der stod til hans rådighed. Han var ikke sjælden, for at kunne fremme de nødvendige vejanlæg, nødsaget til at gøre "betydelige forskud af egen kasse eller ved privat lån, hvilke forskud først sent, og stundum ej uden vidtløftighed, erholdtes refunderede. Han anvendte desuden ej lidet af egne midler til vejvæsenets fremme uden derfor at fordre nogen godtgørelse."
I sit vidtløftige distrikt var han væsentlig henvist til at hjælpe sig med almuens pligtarbejde uden at kunne benytte den adgang, som hans søndenfjeldske kolleger havde til at anvende soldater. Så meget mere beundringsværdigt var det, han udførte, i det mange af hans veje benyttedes i hundrede år, og enkelte af dem længere end så. Det, som han har planlagt og udført, var den nordenfjeldske del af de store gennemgangsveje, der forbandt Kristiania med Romsdalen, Nordmør og Trøndelagen, så vel som det derværende lokale vejnet. Udførelsen kan i mange dele efter senere tiders opfattelse være mangelfuld, og navnlig var hans veje meget bakkede, i det han savnede midler til at lægge dem anderledes. Hovedsagen var imidlertid, at der blev bygget et net af veje, der af hjalp den for hånden værende trang til sådanne og lettede adkomsten til mangen en fjelddal, som hidtil havde været utilgængelige. Han mødte ofte megen modstand hos almuen, der følte sig plaget ved det arbejde, som foranledigedes gennem de nye vejes anlæg og vedligeholdelse. Den var i de fleste egne træg og uvillig, hvorfor det selv for en mand med Krohgs energi tog adskillig tid, forinden det lykkedes ham at bryde bøndernes seje modstand. 
Fra 1773 til sin død var Krohg 1. overdirektør ved Røros Kobberværk. Ligeledes havde han en væsentlig del i at skaffe Trondhjem den første vandledning, som blev færdig 1777. Krohg blev 22. november 1768 gift med Anna Meincke (1743-1823). Han var far til Hilmar Meincke Krohg og svigerfar til Christian Krohg. 